# Hiroshi Yamamoto
Hiroshi Yamamoto ( 山本 博 Yamamoto Hiroshi: Yokohama, 31 de outubro de 1962) é um arqueiro japonês, medalhista olímpico. Ex-número 1 do mundo.

## Carreira
Hiroshi Yamamoto representou seu país nos Jogos Olímpicos em 1976, ganhando a medalha de prata no individual.  Yamamoto é uma personalidade em seu país, sempre na mídia televisa.